# Кокс, Кеньон
Кеньон Кокс (англ. Kenyon Cox; 1856, Уоррен — 1919, Нью-Йорк) — американский художник, писатель и педагог.

## Жизнь и творчество
Родился 27 октября 1856 года.
Кеньон Кокс увлекался живописью с детства. Несмотря на тяжёлую болезнь, учился рисованию в школе Мак-Микена в Цинциннати. Затем — в пенсильванской Академии изящных искусств в Филадельфии (1876-77). В 1877 году уезжает в Париж, где учится у Каролюса-Дюрана и Жана-Лона Жерома, затем в Школе изящных искусств у Александра Кабанеля. В 1878 году художник совершает поездку в Италию, где знакомится с искусством эпохи Возрождения. В США вернулся в 1882 году и поселился в Нью-Йорке. Член Общества Американских художников и Национальной академии дизайна. В 1910 году был награждён Почётной медалью американской Архитектурной лигой.
Кеньон Кокс является типичным представителем реалистической, академической живописи. Создавал портреты, пейзажи, бытовые сценки и картины ню. Тщательно работал над композицией своих произведений. Был автором книжных иллюстраций и театральных декораций. Писал также фрески, в частности украсил Библиотеку Конгресса США. Кроме этого, занимался художественной критикой, был одарённым поэтом.
Скончался от воспаления лёгких 17 марта 1919 года в Нью-Йорке. Был кремирован и прах развеян. Жена — Луиза Кокс, тоже художница.

Некоторые работы
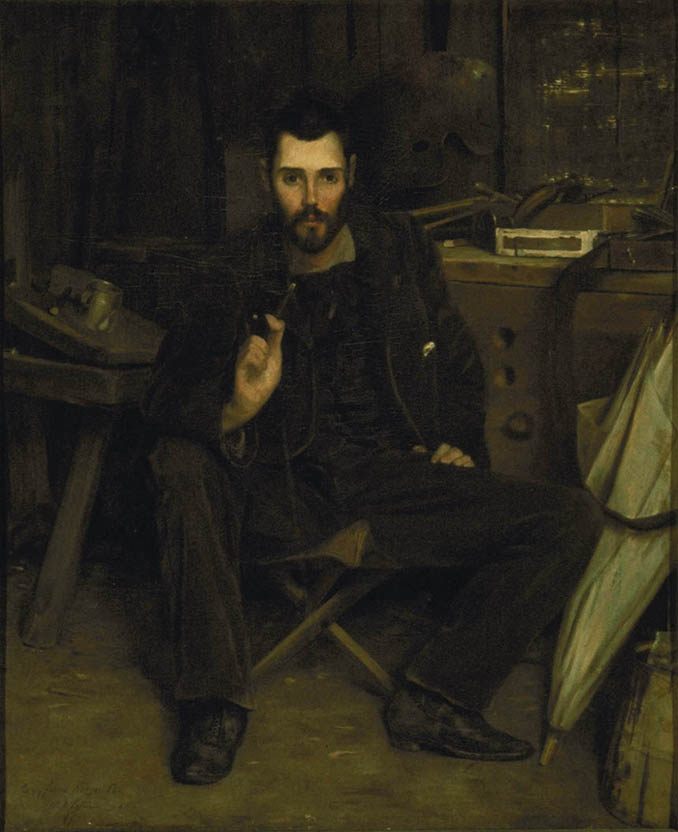
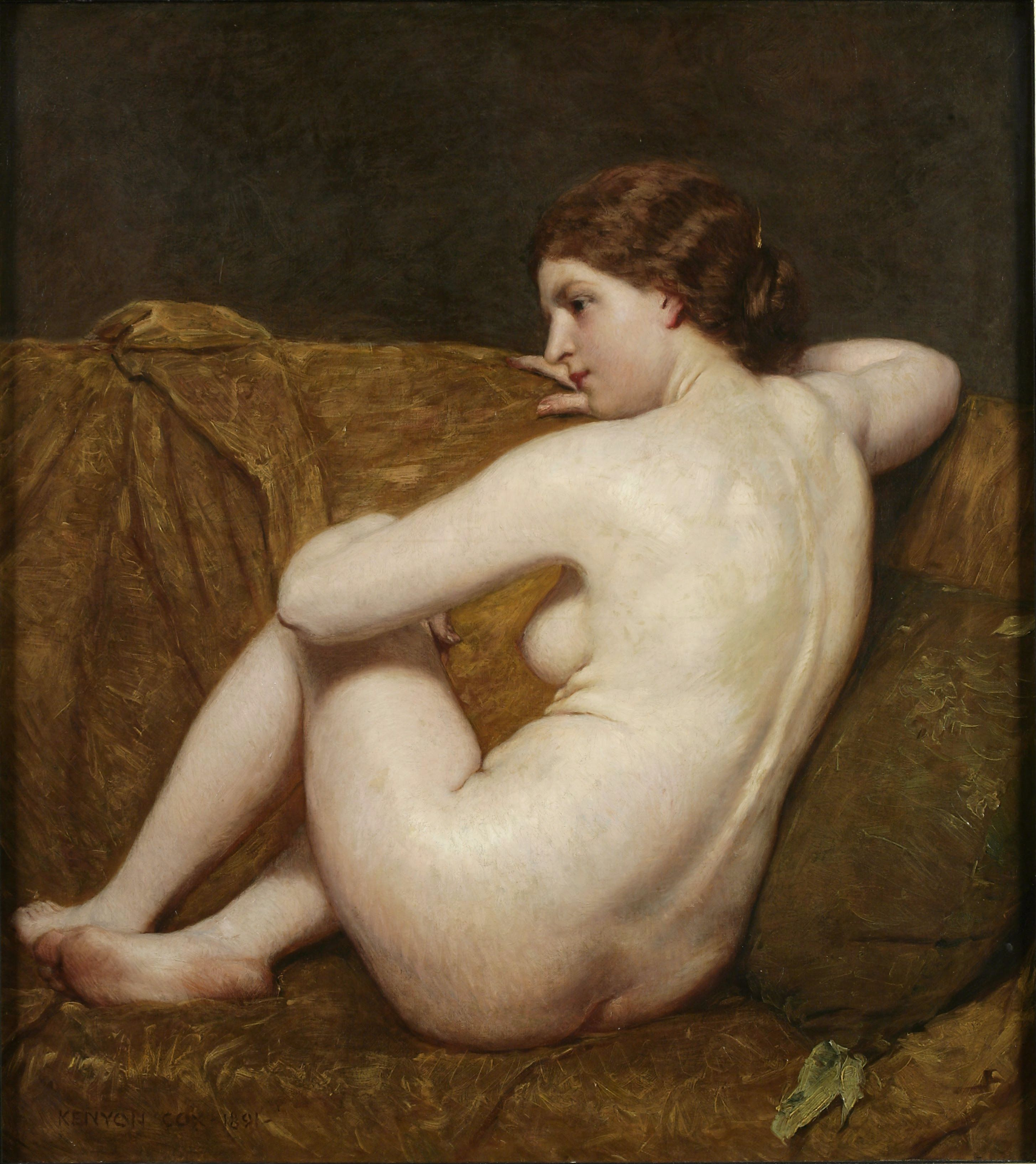
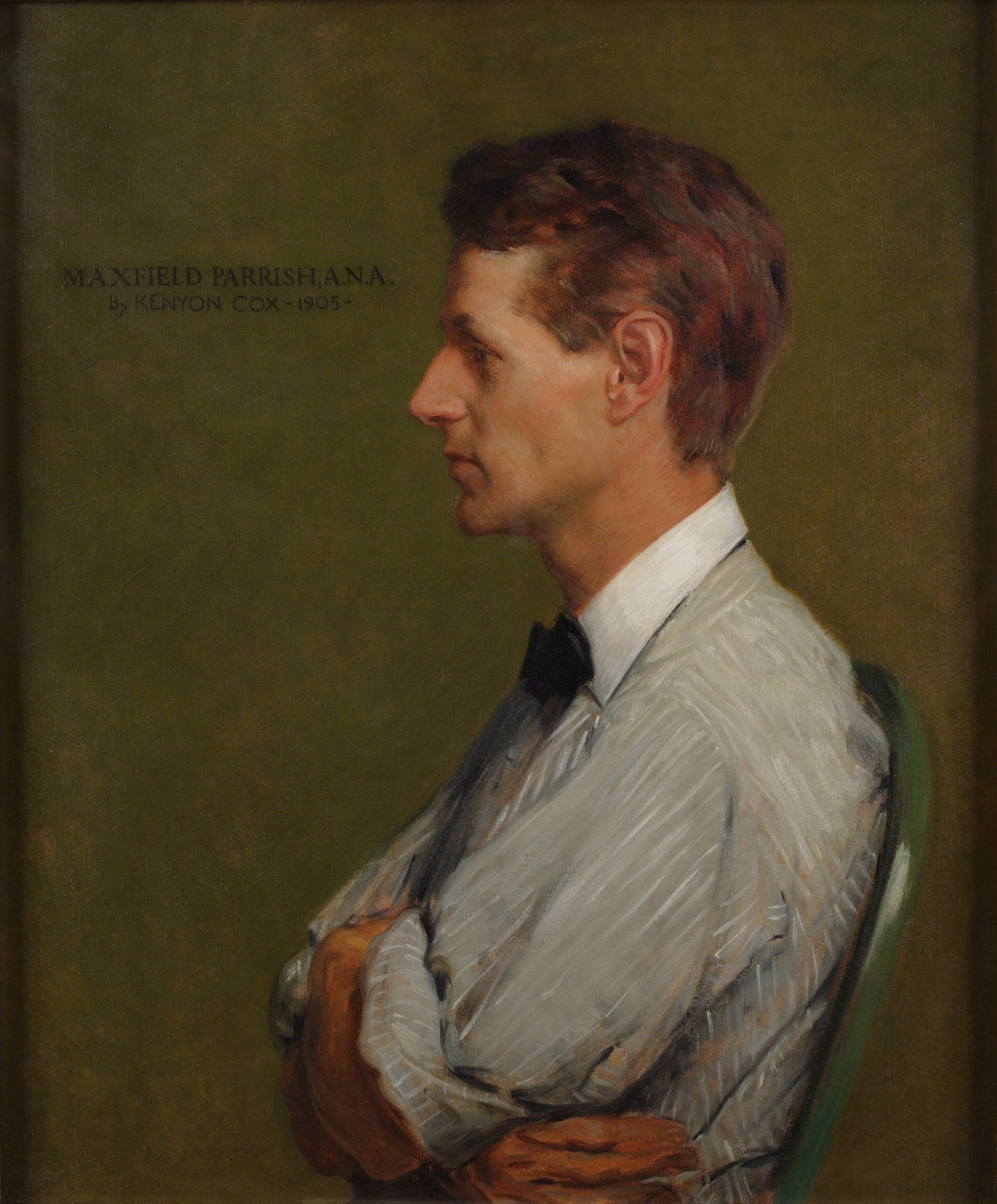

## Критические труды
- Старые мастера и новые (1905)
- Художники и скульпторы (1907)
- В отношении живописи: Размышления теоретические и исторические (1917)